# Fabián Coito
Fabián Coito Machado (Montevideo, 17 marzo 1967) è un allenatore di calcio ed ex calciatore uruguaiano, di ruolo difensore, commissario tecnico della nazionale Under-20 uruguaiana.

## Palmarès

### Giocatore

#### Competizioni nazionali
- Liguilla Pre-Libertadores de América: 1

Montevideo Wanderers: 1987